# Calyce langeri
Calyce langeri es una especie de coleóptero de la familia Mordellidae.

## Distribución geográfica
Habita en Colombia.